# Ueli Beck

Ueli Beck (1979)

Ulrich «Ueli» Beck (* 15. Dezember 1930 in Zürich; † 27. August 2010 in Zollikerberg) war ein Schweizer Schauspieler und Radiomoderator.

## Leben
Ueli Beck absolvierte eine Lehre als Buchhändler und arbeitete später als Taxichauffeur, Bauhandlanger und Bankangestellter.
Allerdings zog ihn sein Interesse Richtung Theater. Er erhielt Schauspielunterricht bei Ellen Widmann und Sigfrit Steiner. Es folgten Engagements bei diversen Produzenten und auf zahlreichen Bühnen, etwa am Schauspielhaus Zürich oder am Bernhard-Theater, später auch in Filmproduktionen.
Von 1964 an moderierte er während rund 30 Jahren beim Schweizer Radio DRS Sendungen wie Nachtexpress oder Autoradio Schweiz und wurde zu einer der bekanntesten Radiostimmen der Deutschschweiz trotz eines leichten Sprachfehlers: Ein leichtes Zischen zwischen den Zähnen war typisch für ihn und machte ihn unverwechselbar.
In Hörspielen lieh er zahlreichen Charakteren seine Stimme. Dies tat er bis zuletzt, zum Beispiel in den Haarsträubenden Fällen des Philip Maloney.
Seit 1995 war Ueli Beck als Radiomoderator im Ruhestand, war aber nach wie vor als Schauspieler tätig und hielt Lesungen und Vorträge. Im Juni 2005 stand er in Wissen…schaft im Casinotheater Winterthur auf der Bühne. Von Dezember 2005 bis April 2006 war er in der männlichen Titelrolle des Musicals Jonas & Madelaine auf der KKL-Bühne in Luzern zu sehen. Im Dezember 2007 spielte er im Bühnenstück Drei Männer im Schnee nach dem Roman von Erich Kästner mit.
Zusammen mit seinen früheren Radio- und Theaterkollegen Elisabeth Schnell und Max Rüeger moderierte er zuletzt auf DRS Musikwelle die Sendung Sinerzyt.
2010 wurde Ueli Beck für sein Lebenswerk mit dem Ehren-Prix-Walo 2009 geehrt.
Er starb am 27. August 2010 nach langer Krankheit im Alter von 79 Jahren im Spital Zollikerberg.
In der reformierten Kirche in Witikon nahm seine Familie und eine grosse Fangemeinde Abschied von Ueli Beck.
Er fand auf dem Friedhof Witikon seine letzte Ruhestätte. Ueli Beck war verheiratet und hatte drei Söhne.